# Bank Ochrony Środowiska
Bank Ochrony Środowiska (BOS S.A.) ist eine polnische Geschäftsbank mit Sitz in Warschau.
Die Bank unterteilt ihre Geschäftstätigkeit in zwei Geschäftsbereiche: den Geschäftsbereich Corporate and Public Finances und den Geschäftsbereich Retail. Der Geschäftsbereich Corporate and Public Finances ist in das Segment Corporate, das Segment Public Finance und das Segment Ecological Fund unterteilt, während der Geschäftsbereich Retail in das Segment Individual, das Segment Micro Corporate, das Segment Residential Community und das Segment Non-Governmental Organization (NGO) unterteilt ist. Zu den Hauptprodukten und -dienstleistungen zählen Einlagenkonten, Kreditkonten, gewerbliche Kreditfazilitäten, Investmentbanking-Dienstleistungen, Handelsfinanzierungsdienstleistungen sowie Devisen- und Treuhanddienstleistungen. Die BOS SA bietet auch umweltfreundliche Dienstleistungen an, beispielsweise Kreditfazilitäten zur Finanzierung von Investitionen im Bereich des Umweltschutzes.

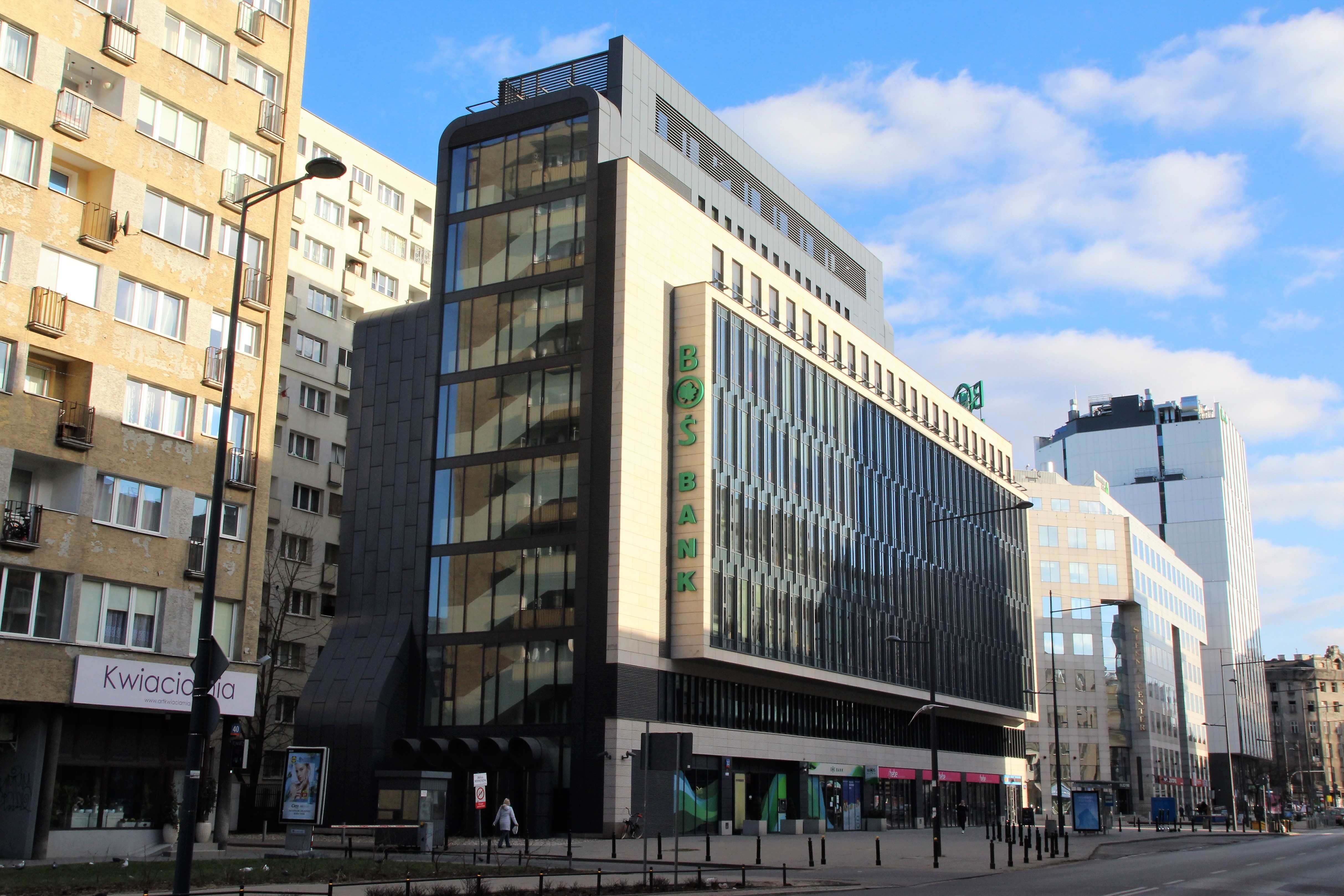
Zentrale der BOS Bank, Warschau

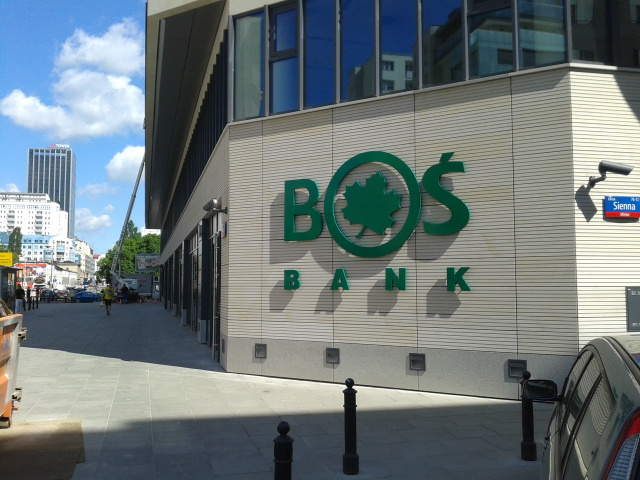
Logo BOS Bank

Die Bank besteht seit 1991. Seit 1997 sind die Aktien an der Warschauer Börse notiert. Hauptaktionär der Bank ist der Narodowy Fundusz Ochrony Środowiska i Gospodarki Wodnej (Nationaler Fonds für Umweltschutz und Wasserwirtschaft) mit 58,05 % Anteil.
Präsident der Bank war seit dem 5. Mai 2014 Dariusz Daniluk. Am 15. Februar 2016 wurde er durch den amtierenden Präsidenten Sławomir Zawadzki ersetzt, aber nach einem Monat wurde er durch Stanisław Kluza ersetzt, der formell zum amtierenden Vizepräsidenten ernannt wurde. Am 7. Dezember 2016 genehmigte die polnische Finanzaufsichtsbehörde die Ernennung von Stanisław Kluza zum Vorstandsvorsitzenden der Bank Ochrony Środowiska.

## Aktionärsstruktur
| Aktionär                                                                                          | Anteil in % |
| ------------------------------------------------------------------------------------------------- | ----------- |
| Narodowy Fundusz Ochrony Środowiska i Gospodarki Wodnej                                           | 58,05       |
| Fundusz Inwestycji Polskich Przedsiębiorstw Fundusz Inwestycyjny Zamknięty Aktywów Niepublicznych | 8,61        |
| Dyrekcja Generalna Lasów Państwowych                                                              | 5,54        |
| Streubesitz                                                                                       | 27,80       |